# 泸水车前虾脊兰
泸水车前虾脊兰（学名：Calanthe plantaginea var. lushuiensis）为兰科虾脊兰属下的一个变种。

## 扩展阅读
- 維基物種上的相關：泸水车前虾脊兰